# Perissus magdalenae
Perissus magdalenae là một loài bọ cánh cứng trong họ Cerambycidae.